# 狐狸座QU
狐狸座QU（QU Vulpeculae）是一颗位于狐狸座的新星，1984年爆发。爆发时最亮视星等为5.2。

## 天球坐标
- 赤经：20h 26m 46s.42
- 赤纬：+27° 50' 43".1